# Świętopełk Raciborowic
Świętopełk Raciborowic (ur. ?, zm. przed 1197/1198) – dzielnicowy książę pomorski?, syn Racibora I, księcia pomorskiego i Przybysławy.

## Pochodzenie
Świętopełk jest znany z dokumentu z 13 listopada 1175, w którym Kazimierz I, książę dymiński podczas zjazdu krajowego w Trzebiatowie dokonał nadania dla klasztoru w Grobi. W akcie tym młody książę? został przedstawiony jako syn Racibora I (łac.) Szpenthepolc filius ducis Ratheberni.
W historiografii pojawił się pogląd, że prawdopodobnie był dzielnicowym księciem, którego dobra znajdowały się poza księstwem, stąd umieszczenie jego osoby na końcu, wśród świadków dokumentu. Liczna grupa badaczy wysuwała hipotezę o dziedziczności dzielnicy sławieńskiej i powiązaniach z tamtejszą dynastią (R. Klempin, M. Wehrmann, J. Spors, L. Quandt) lub panowaniu na Pomorzu Gdańskim (T. Kantzow). Czasem, również był identyfikowany z Bogusławem I Raciborowicem, domniemanym księciem sławieńskim.
J. Powierski zauważał, że być może Świętopełk był postacią fikcyjną, którego osobę kapelani dopisali do dokumentu z 1175 dla podtrzymania i uwiarygodnienia ważności wcześniejszych nadań, które były dokonywane przez Racibora I.
Jego data śmierci jest nieznana. Nowożytna literatura przedmiotu wskazywała, że zgon Raciborowica nastąpił krótko po śmierci ojca (II poł. lat 50. XII w.), bądź w 1207 (T. Kantzow).

## Genealogia
| Świętobor? ur. ? zm. ? | Świętobor? ur. ? zm. ? |                                               |                                               | NN ur. ? zm. ? | NN ur. ? zm. ? |  |  | Jarosław Świętopełkowic? ur. ok. 1072 zm. V 1123 | Jarosław Świętopełkowic? ur. ok. 1072 zm. V 1123 |                                                |                                                | Rogneda? (c. Mścisława I Wielkiego) ur. ? zm. ? | Rogneda? (c. Mścisława I Wielkiego) ur. ? zm. ? |
|                        |                        |                                               |                                               |                |                |  |  |                                                  |                                                  |                                                |                                                |                                                 |                                                 |
|                        |                        |                                               |                                               |                |                |  |  |                                                  |                                                  |                                                |                                                |                                                 |                                                 |
|                        |                        | Racibor I ur. ok. 1110, zm. 7 V 1155 lub 1156 | Racibor I ur. ok. 1110, zm. 7 V 1155 lub 1156 |                |                |  |  |                                                  |                                                  | Przybysława ur. 1113–1118 zm. po 1155 lub 1156 | Przybysława ur. 1113–1118 zm. po 1155 lub 1156 |                                                 |                                                 |
|                        |                        |                                               |                                               |                |                |  |  |                                                  |                                                  |                                                |                                                |                                                 |                                                 |
|                        |                        |                                               |                                               |                |                |  |  |                                                  |                                                  |                                                |                                                |                                                 |                                                 |
|                        |                        |                                               |                                               |                |                |  |  |                                                  |                                                  |                                                |                                                |                                                 |                                                 |

|  |  |  |  | Świętopełk Raciborowic (ur. ?, zm. przed 1197/1198) |